# Conopariella exigua
Conopariella exigua är en tvåvingeart som beskrevs av Ian David Whittington 2003. Conopariella exigua ingår i släktet Conopariella och familjen bredmunsflugor. Inga underarter finns listade i Catalogue of Life.